# ترسانة السويس البحرية
تتمتع شركة ترسانة السويس البحرية بموارد بشرية وقوة عمل لأكثر من 1700 عامل ومهندس. يعمل حوض بناء السفن على إصلاح السفن وبناء السفن وكذلك تصنيع معدات التجريف ووضع الأنابيب واختبار بولارد للسحب. تقع في موقع استراتيجي على المدخل الجنوبي لقناة السويس ، في الطرف الشمالي لخليج السويس . موقعها الفريد يمنح شركة ترسانة السويس البحرية أهمية كبيرة في سوق إصلاح السفن ويقدم مجموعة واسعة من الخدمات للعملاء الدوليين. حوض بناء السفن في السويس هو واحد من 7 شركات تابعة لهيئة قناة السويس ، وهذا يمنح حوض بناء السفن في السويس قوة كبيرة وقدرة على تنفيذ أي عملية وفقًا للمعايير الدولية من خلال المساعدة والتعاون مع هيئة قناة السويس وغيرها من شركات بناء السفن في شركة ترسانة السويس البحرية التي لديها مختلف نشاطات متنوعة.

## التاريخ
تم إنشاء حوض بناء السفن في السويس من قبل الخديوي سعيد في عام 1854 ، الذي بدأ في بناء رصيف جاف أو رصيف جرافين عندما تم توقيع اتفاق بين حاكم مصر الأمير سعيد والشركة الفرنسية لبناء رصيف حفر لإصلاح السفن وبناء السفن. تم إنشاء حوض بناء السفن في أكتوبر عام 1866 لخدمة سفن الأسطول المصري وإعادة الإعمار والإصلاح ، حيث كان أقرب رصيف إلى بومباي في الهند وخدم عدة سفن في البحرية البريطانية الملكية ، وكان يعرف باسم الترسانة الخديوية.